# 582
Cette page concerne l'année 582  du calendrier julien. Pour l'année 582 av. J.-C., voir 582 av. J.-C.
L'année 582 est une année commune qui commence un jeudi.

## Événements
- Juin : victoire du général byzantin Maurice sur les Perses Sassanides à la bataille de Constantine ; le général Tamkhosrau est tué[1].
- Été : 
  - Les Avars de Bayan prennent Sirmium en Pannonie. L'empereur Tibère II leur paie un énorme tribut pour sauvegarder le reste des Balkans et obtient une paix de deux ans[2]. Après la prise de Sirmium, le chemin de la Save est ouvert à l’installation des tribus slaves.
  - Défaite des troupes Perses près de Dara[1].
- 13 août : Maurice épouse Constantina, fille de Tibère II qui le proclame Auguste sur son lit de mort[3].
- 14 août : début du règne de Maurice Ier, empereur byzantin, ancien général de la frontière orientale (fin en 602)[3].
- Automne : le général byzantin Jean Mystacon prend le commandement des armées d'Orient. Il lance une campagne en Arzanène, mais après un premier succès est battu par le général perse Kardarigan au confluent du Nymphios et du Tigre à cause de la défection du légat Cours[1].

- Gontran Boson rencontre Gondovald, exilé à Constantinople, qui se prétend bâtard de Clotaire Ier, pour qu’il fasse valoir ses droits sur l’héritage mérovingien. Gondovald arrive à Marseille à la fin de l’année, alors que Chilpéric Ier venait d’avoir un fils. Perdant tout soutien, le prétendant doit rembarquer. Gontran Boson fait arrêter l’évêque Théodore de Marseille afin de détourner l’attention sur le rôle qu’il avait joué dans la tentative d’usurpation[4].
- Conversion forcée de Juifs sur ordre de Chilpéric en Gaule[5]. Certains fuient à Marseille où on les laisse tranquilles.
- Peste à Narbonne[6].

## Décès en 582
- 14 août : Tibère II, empereur byzantin.
- Agathias, juriste et historien grec.